# Delias aruna
Delias aruna is een vlindersoort uit de familie van de Pieridae (witjes), onderfamilie Pierinae.
Delias aruna werd in 1832 beschreven door Boisduval.